# Вільямсбург (Канзас)
Вільямсбург (англ. Williamsburg) — місто (англ. city) в США, в окрузі Франклін штату Канзас. Населення — 390 осіб (2020).

## Географія
Вільямсбург розташований за координатами 38°28′57″ пн. ш. 95°28′14″ зх. д. / 38.48250° пн. ш. 95.47056° зх. д. (38.482367, -95.470499).  За даними Бюро перепису населення США в 2010 році місто мало площу 1,69 км², з яких 1,68 км² — суходіл та 0,01 км² — водойми. В 2017 році площа становила 1,92 км², з яких 1,91 км² — суходіл та 0,01 км² — водойми.

## Демографія
Згідно з переписом 2010 року, у місті мешкало 397 осіб у 149 домогосподарствах у складі 101 родини. Густота населення становила 234 особи/км².  Було 159 помешкань (94/км²).
Расовий склад населення:
| - 96,2 % — білих - 1,5 % — корінних американців - 0,3 % — чорних або афроамериканців |

До двох чи більше рас належало 2,0 %. Частка іспаномовних становила 3,0 % від усіх жителів.
За віковим діапазоном населення розподілялося таким чином: 27,7 % — особи молодші 18 років, 57,4 % — особи у віці 18—64 років, 14,9 % — особи у віці 65 років та старші. Медіана віку мешканця становила 36,6 року. На 100 осіб жіночої статі у місті припадало 110,1 чоловіків;  на 100 жінок у віці від 18 років та старших — 103,5 чоловіків також старших 18 років.
Середній дохід на одне домашнє господарство  становив 48 600 доларів США (медіана — 40 694), а середній дохід на одну сім'ю — 54 912 долари (медіана — 48 750). За межею бідності перебувало 8,8 % осіб, у тому числі 0,0 % дітей у віці до 18 років та 1,9 % осіб у віці 65 років та старших.
Цивільне працевлаштоване населення становило 140 осіб. Основні галузі зайнятості: освіта, охорона здоров'я та соціальна допомога — 30,0 %, будівництво — 15,0 %, роздрібна торгівля — 13,6 %.